# Виза за проектиране
Виза за проектиране е писмен документ в българската административна практика, изготвен от съответната общинска администрация въз основа на действащия подробен устройствен план и подписан от главния архитект на общината за конкретен урегулиран поземлен имот (УПИ).
След като възложителят е собственик на урегулиран поземлен имот (притежава документ за собственост), той има право да получи виза за проектиране. За да получи визата, е необходимо да подаде писмено заявление до техническата служба на общината. Възложителят подготвя две копия на заявлението, като едното подава в общината, а на втория екземпляр служителят, който приема заявлението, отбелязва входящия номер и датата на подаване на заявлението. Визата за проектиране се издава от главния архитект на общината в едномесечен срок от датата на подаване на заявлението.(съгл.чл140,ал.7 от ЗУТ)
Визата за проектиране притежава следните параметри: точно наименование на строежа; име на собственика; документ за собственост; разположение; начин на застрояване и предназначение на строежа; необходими пределно допустими показатели, мерки и разстояния на застрояването; архитектурно-устройствена, екологична, инфраструктурна и друга информация за ползване на водни, енергийни и други ресурси; необходими документи, които трябва да се представят от възложителя за издаване на разрешение за строеж.
Целта на визата за проектиране е да се удостовери, че съществува поземлен имот, който е урегулиран, и за който, съгласно действащ подробен устройствен план, са определени граници, размер, характеристики, достъп до имота, предназначение и други. Освен това целта е да се разреши проектиране за урегулирания имот, като се определят начинът и характерът на застрояването му и/или възможността за застрояването му в съответствие със строителните правила и нормативи и нормативната уредба по проектиране и строителство. Визата за проектиране е основание за изработване на инвестиционен проект.
Документите, необходими за издаване на виза за проектиране, са: заявление по образец, копие от документ за собственост, скица от действащия регулационен план, мотивирано предложение (ако е необходимо), нотариално заверени съгласия от съседите (при свързано ниско застрояване). Визата за проектиране важи за срок от 6 месеца. След това е нужно да се презавери.
Забележка: Информация от sofia-agk.com – визите за проектиране са безсрочни, стига да няма изменения в устройствения план.